# Château de Linköping
Le château de Linköping est un château situé dans la ville de Linköping, dans la province d'Östergötland, en Suède. Il se trouve en face de la cathédrale.

## Source
- (en) Cet article est partiellement ou en totalité issu de l’article de Wikipédia en anglais intitulé « Linköping Castle » (voir la liste des auteurs).